# Studienstiftung des deutschen Volkes
La Studienstiftung des deutschen Volkes e. V. (dal tedesco: Fondazione di studio del popolo tedesco) è un'istituzione per la promozione degli studenti dotati in Germania che assegna borse di studio a studenti e dottorandi di particolare talento. La Studienstiftung, la più grande e antica organizzazione tedesca per la promozione degli studenti dotati, è politicamente, confessionalmente e ideologicamente indipendente. La sua sede centrale si trova a Bonn e ha anche un ufficio a Berlino. La Studienstiftung è finanziata dal governo federale, dagli Stati federali e dalle autorità locali, da fondazioni e aziende e da donatori privati. Nel 2023, il bilancio della Studienstiftung ammontava a quasi 126 milioni di euro e ha sostenuto 14.888 borsisti. Dalla sua nascita, ha sostenuto quasi 100.000 studenti e dottorandi di particolare talento; nel 2024, contava più di 84.000 alumni in tutto il mondo. Il suo statuto definisce il suo scopo come segue: “La Studienstiftung promuove l'istruzione superiore di giovani il cui elevato talento accademico o artistico e la cui personalità danno adito ad aspettative di particolari risultati al servizio del pubblico (...)”.
L'ammissione alla Studienstiftung è molto competitiva. Meno dello 0,4% di tutti gli studenti tedeschi è sponsorizzato dalla Studienstiftung. Dall'aprile 2017, il Presidente federale Frank-Walter Steinmeier è il patrono della Studienstiftung, continuando la tradizione dei Presidenti federali a partire da Richard von Weizsäcker nel 1984.

## Storia
Fondata a Dresda nel 1925, inizialmente come dipartimento all'interno dell'Aiuto Economico del Corpo Studentesco Tedesco, la Studienstiftung des Deutschen Volkes fu sciolta durante l'era nazionalsocialista nel 1934 e sostituita dalla Reichsförderung des Reichsstudentenwerks (RSW). Nel 1948, la fondazione è stata ricostituita come Studienstiftung des deutschen Volkes sotto forma di associazione registrata (e. V.) a Colonia. Oltre ai programmi di finanziamento a livello federale, dal 2005 la Studienstiftung gestisce il Programma Max Weber per la promozione di studenti di grande talento in conformità con la legge bavarese sulla promozione delle élite.

## Ammissione alla fondazione
La Fondazione accademica nazionale tedesca sostiene studenti e dottorandi di particolare talento. La selezione si basa sulla mission dichiarata dalla fondazione, che stabilisce i criteri di realizzazione, iniziativa e responsabilità. L'ammissione può avvenire in vari modi:
1. proposta della scuola: il direttore di un ginnasio o di un altro tipo di scuola con un livello secondario superiore di tipo ginnasiale può proporre per l'ammissione alla Studienstiftung un alunno ogni 50 diplomati che si sia distinto per i suoi eccellenti risultati accademici e il suo impegno sociale. Gli studenti proposti per il livello A partecipano a un seminario di selezione della durata di tre giorni, durante il quale l'idoneità dei futuri studenti viene determinata attraverso colloqui individuali e discussioni di gruppo. Il 26,6% dei candidati è stato ammesso alla Studienstiftung nell'anno di selezione 2023. Non sono previste quote di ammissione fisse.
2. candidatura da parte dei docenti universitari: gli studenti delle università e delle scuole universitarie professionali possono essere candidati al finanziamento direttamente dai professori. Anche in questo caso è previsto un seminario di selezione. Nell'anno di selezione 2023, il 40,8% degli studenti proposti in questo modo è stato accettato.
3. l'autocandidatura per una borsa di studio è possibile dal febbraio 2010 Gli.[5] studenti del primo e del secondo semestre possono iscriversi al test di selezione della Studienstiftung nei mesi di gennaio/febbraio; il test è offerto in diversi centri di esame in tutta la Germania. Il terzo migliore dei partecipanti riceve un invito al seminario di selezione. Mentre il test di selezione determina le capacità cognitive, il seminario di selezione si concentra non solo sulle capacità intellettuali, ma anche sulla motivazione, su un'ampia gamma di interessi, sull'impegno sociale e sulle abilità sociali, che vengono determinate attraverso colloqui personali e discussioni di gruppo.
4. vincitori di concorsi nazionali o statali o nominati da partner di cooperazione selezionati: i vincitori o i partecipanti a vari concorsi a livello nazionale, statale e internazionale (ad esempio, Concorso nazionale di informatica, Concorso nazionale di matematica, Concorso nazionale di lingue straniere, Jugend forscht, Jugend debattiert, Olimpiade internazionale di matematica, Olimpiade internazionale di fisica, Concorso di lingue antiche del Land Baden-Württemberg. Inoltre, i partner di cooperazione (ad esempio la Fondazione START o il Centro per lo sviluppo dei talenti della Renania Settentrionale-Vestfalia) possono proporre candidati per il finanziamento.
5. candidatura da parte di ex-alunni: gli ex-alunni della Studienstiftung possono candidare per una borsa di studio studenti idonei che conoscono personalmente grazie alle lezioni scolastiche o universitarie.
6. sponsorizzazione di musicisti o artisti: gli studenti delle arti visive, della musica e delle arti dello spettacolo possono essere nominati dalle loro università per partecipare a un seminario di selezione della Studienstiftung dopo un processo di preselezione interno all'università.
7. finanziamento del dottorato: i dottorandi che eccellono nella loro materia[6] e sono impegnati socialmente possono richiedere un finanziamento per il loro dottorato insieme al loro supervisore. I requisiti sono un livello di studio superiore alla media, interessi ampi e un progetto di dottorato accademicamente impegnativo e innovativo.[7]

Se l'ammissione avviene prima della fine del quarto semestre, l'impegno di finanziamento è generalmente valido fino alla fine del sesto semestre. L'estensione del finanziamento oltre questo termine viene solitamente decisa in base al rendimento accademico dei primi quattro semestri e al fatto che i borsisti ammessi all'inizio degli studi siano tra i primi 10-15% degli studenti della loro disciplina e del loro anno. In caso di dubbi e di casi limite, oltre al rendimento accademico possono essere determinanti per il proseguimento del finanziamento anche altri aspetti, come un eccezionale impegno extrascolastico o particolari circostanze personali. Dopo l'accoglimento di una richiesta di finanziamento continuativo, quest'ultimo viene concesso oltre il 6º semestre fino alla laurea (ad esempio, Master o esame di Stato entro il periodo standard di studio). Nel 2023, è stato approvato il 93,5% delle domande di prosecuzione del finanziamento.

## Promozione
La Studienstiftung sostiene i suoi borsisti sia finanziariamente che fattivamente.

### Sostegno finanziario
Il sostegno finanziario consiste in una somma forfettaria per le spese di studio (nel 2008 era di 80 euro/mese, dal 2011 al 2013 di 150 euro; nel settembre 2013 è stata aumentata a 300 euro/mese) e in una borsa di studio di base, che si basa approssimativamente sulle tariffe del BAföG, ma che non deve essere restituita dopo la laurea. Dall'ottobre 2006, anche il patrimonio del borsista viene conteggiato nell'importo erogato. Possono essere aggiunte altre componenti, come un assegno familiare di 155 euro al mese per i borsisti sposati e un assegno per la cura dei figli di 130 euro al mese per ogni figlio che non ha ancora compiuto 10 anni e vive nel nucleo familiare.
Gli studenti di dottorato ricevono uno stipendio mensile di 1.450 euro; inoltre, di solito è previsto un assegno di ricerca mensile di 100 euro. L'importo della borsa di studio sarà aumentato di altri 100 euro fino a 1.750 euro nel 2024 e nel 2025, in conformità con la decisione del BMBF.
Gli studenti di dottorato con figli ricevono anche assegni familiari e per la cura dei bambini per un totale di 155 euro al mese per il primo figlio e 50 euro per ogni figlio aggiuntivo. Questo sostegno finanziario  si basa sulle linee guida del Ministero federale dell'Istruzione e della Ricerca (BMBF).
Da settembre 2017, la Studienstiftung è in grado di sostenere i propri dottorandi con un sussidio per l'assicurazione sanitaria: Gli studenti di dottorato che non hanno l'iscrizione obbligatoria al regime di assicurazione sanitaria legale (che esiste per alcuni dei beneficiari del finanziamento attraverso una posizione a quarto tempo nella ricerca e nell'insegnamento, ad esempio) possono ora richiedere una sovvenzione pari al 50% dei costi assicurativi comprovati. L'importo massimo della sovvenzione per persona è di 100 euro al mese.
I soggiorni all'estero sono sovvenzionati anche da borse di studio o assegni per l'estero e dal pagamento parziale delle tasse universitarie. In base al § 3 n. 11 della legge sull'imposta sul reddito (EStG), i pagamenti della borsa di studio sono esenti da imposte.

### Promozione idealistica
Il programma di sostegno non materiale comprende corsi accademici estivi, collegi accademici, corsi di lingua, brevi conferenze e il supporto di docenti di collegamento locali che assumono questo compito su base volontaria. All'inizio del semestre (di solito fino alla fine del quarto semestre), i borsisti devono redigere ogni semestre, e successivamente ogni anno, una relazione sui loro studi e sugli altri impegni. Inoltre, i borsisti e gli ex borsisti hanno la possibilità di sviluppare e realizzare autonomamente le proprie conferenze e altri eventi.

### Ulteriori programmi di borse di studio
Oltre ai finanziamenti regolari, esistono altri programmi di borse di studio, alcuni dei quali sono gestiti e finanziati in collaborazione con altre organizzazioni. Questi si dividono in programmi interni, per i quali possono candidarsi solo i borsisti della Studienstiftung (e alcuni ex-alunni), e programmi aperti, per i quali possono candidarsi anche studenti esterni alla Studienstiftung. Tra i programmi aperti di borse di studio più noti vi sono il McCloy Academic Scholarship Program, das ERP-Stipendienprogramm, das Carlo-Schmid-Programm und das Mercator Kolleg für Internationale Aufgaben.
Nel campo della musica, ad esempio, vengono assegnate borse di studio di residenza a giovani compositori sponsorizzate dalla Studienstiftung in collaborazione con la Beethoven-Haus.

## Premi e onorificenze
Oltre alle borse di studio, la Studienstiftung assegna diverse onorificenze:
- Premio per l'impegno della Studienstiftung, rispettivamente dal 2014 e dal 2015;
- Premio di dottorato in scienze umane e sociali (premio di dottorato Johannes Zilkens), dal 2012;
- Premio di dottorato in matematica, scienze naturali e ingegneria (Premio di dottorato Friedrich Hirzebruch), dal 2014;
- Medaglia Daidalos e Moneta Daidalos, per i servizi speciali resi alla Studienstiftung;
- I premi di dottorato vengono assegnati solo per tesi di laurea finanziate dalla Studienstiftung.